# Pegomya flaviprecoxa
Pegomya flaviprecoxa este o specie de muște din genul Pegomya, familia Anthomyiidae, descrisă de Li și Deng în anul 1983. Conform Catalogue of Life specia Pegomya flaviprecoxa nu are subspecii cunoscute.